# Dame-Marie (Eure)
Dame-Marie foi uma antiga comuna francesa na região administrativa da Normandia, no departamento de Eure. Estendia-se por uma área de 11,5 km². Em 2010 a comuna tinha 94 habitantes (densidade: 8,2 hab./km²).
Em 1 de janeiro de 2016, passou a formar parte da nova comuna de Sainte-Marie-d'Attez.